# Saint-Illiers-la-Ville
Saint-Illiers-la-Ville là một xã thuộc tỉnh Yvelines, trong vùng Île-de-France, Pháp, cự ly khoảng 18 km về phía tây nam Mantes-la-Jolie.
Saint-Illiers-la-Ville là một xã nông nghiệp nằm trên một cao nguyên. Các xã giáp ranh là: La Villeneuve-en-Chevrie về phía bắc, Rosny-sur-Seine về phía đông, Saint-Illiers-le-Bois, Lommoye về phía tây và Bréval về phía nam. 